# Kokonjärvi (sjö i Finland, Lappland)
Kokonjärvi är en sjö i Finland. Den ligger i kommunen Pelkosenniemi i landskapet Lappland, i den norra delen av landet, 800 km norr om huvudstaden Helsingfors. Kokonjärvi ligger 167 meter över havet. Arean är 21,6 hektar och strandlinjen är 2,11 kilometer lång. Sjön  ingår i Kemi älvs huvudavrinningsområde. 